# Комета (антена)
МААР «Комета» — російська захищена малогабаритна адаптивна антенна решітка, антена з контрольованою спрямованістю прийому (CRPA), навігаціний приймач сигналів глобальних навігаційних супутникових систем (GNSS) у L-діапазоні.

## Історія
У 2007, вперше було протестовано алгоритми для прототипу МААР «Комета». Розробку антенних решіток розпочали у 2008 році. До розробки були залучені українські фахівці з міста Черкаси, частину з яких було релоковано у РФ для подальшої роботи над проектом[уточнити].
14 жовтня 2011, засновано ОАО «ВНИИР-Прогресс» (Чебоксари), засновником якого було АО «СОКОЛ ЭССЕТ». ОАО «ВНИИР-Прогресс» є дочірнім підприємством компанії ОАО «ВНИИР» (філіали у Москві та Санкт-Петербурзі), яке в свою чергу входить у групу компаній «АБС Электро» (Санкт-Петербург).
У 2012, завершено випробування антенних решіток у науково-технічному центрі ФСК ЕЭС.
У 2014, оприлюднено інформацію про перші поставки виробу для потреб енергетичного сектору РФ.
У 2015, ОАО «ВНИИР-Прогресс» представила малогабаритні адаптивні антенні решітки (МААР) серії «Комета» на аерокосмічному салоні МАКС-2015.
У 2017, виріб було представлено на Міжнародному воєнно-технічному форумі «Армия-2017».
У 2018, розроблено нові модифікації МААР «Комета» для застосування у БПЛА та засобах ураження.
У 2021, виріб було представлено на Міжнародному воєнно-технічному форумі «Армия-2021».
У 2022, у НПО «ЮСТ» (Красноярськ) на основі МААР «Комета» створено модифіковані навігаціні приймачі для БПЛА.
У 2023, виріб було представлено на Міжнародному воєнно-технічному форумі «Армия-2023». Того ж року у Чуваському державному університеті імені І. М. Ульянова за участі ОАО «ВНИИР-Прогресс» було відкрито навчальну лабораторію «Глобальные навигационные спутниковые системы», в кабінеті якої розміщено плакат «Применение помехоустойчивой навигационной аппаратуры серии Комета» з демонстрацією використання для різних типів військової та цивільної техніки, зокрема бойових літаків, ударних та розвідувальних БПЛА, бронетраспортерів, вантажного і залізничного транспорту. Для офіційних гостей відкриття лабораторії було організовано виставку карикатур і фотожаб, одна з яких була картиною «Запорожці» українського художника Іллі Рєпіна доповненою написом «Нельзя просто так взять и перестать использовать ГЛОНАСС».
Навесні 2024, цивільні версії МААР серії «Комета» були представлені на XV Міжнародному салоні засобів забезпечення безпеки «Комплексная безопасность» (Московська область). У рамках заходу «ВНИИР-Прогресс» також організував круглый стіл на тему «Обеспечение непрерывности навигационно-временных определений для критически важных объектов в условиях воздействия преднамеренных помех».
Пристрій «Комета» реализовано на основі цифрової адаптивної антенної решітки. Використовуючи спеціально разроблені унікальні алгоритми, пристрій значно зменшує вплив різного роду перешкод шляхом формування «нулів» на джерелах перешкод. Завдяки своєму компактному розміру та незначній масі «Комету» можна у тому числі використовувати у складі бортових систем малорозмірних літальних апаратів.— Журнал "Промышленные регионы России", https://www.promreg.ru/news/vniir-progress-predstavit-na-vystavke-kompleksnaya-bezopasnost-ustrojstva-kometa-dlya-grazhdanskoj-s/
Влітку 2024, у Чебоксарах за ініціативи «ВНИИР-Прогресс» було проведено серію круглих столів «Актуальные вопросы развития помехозащищенного навигационного оборудования ГЛОНАСС» за участі представників Держкорпорації «Роскосмос» та профільних підприємств. Для учасників заходу було організовано екскурсію цехами та дослідницькими лабораторіями, та проведено ознайомлення з процесами виробничого циклу виготовлення і технологією випробування МААР «Комета».
1 листопада 2024, для понад 120 вчителів шкіл та гімназій міста Чебоксари, у рамках профорієнтаціного проекту «Педагоги — на производство» Чуваського державного університету імені І. М. Ульянова, було проведено екскурсію на місцеве виробництво ОАО «ВНИИР-Прогресс», де було продемонстровано виробничу лінію МААР «Комета».

## Технічні характеристики
Джерела данних: ВНИИР-Прогресс, Центр СКО
- Технічні умови: ТУ 6800-014-94073637-2012
- Код класифікатора SFI: 412
- Навігаційні супутникові системи (сузір'я): ГЛОНАСС[30] L1 СТ/L1 ВТ, GPS L1 C/A, Galileo E1, SBAS
- Максимальна кількість придушуваних перешкод: 7
- Номінальне придушення широкосмугових перешкод: 40—50 дБ
- Стійкість до перешкод: J/S: 90 дБ
- Фізичні інтерфейси: ВЧ-вихід, RS422
- Напруга живлення: 4 — 36 В (постійни струм)
- Потужність: 5—30 Вт.
- Разміри: 172x172x42 мм (без роз'ємів)
- Діапазон робочих температур: від -60 °C до +60 °C
- Продукция ОПК: ні[29]
- Наявність аварійного живлення: відсутня
- Группа по умовам експлуатації: річка-море

## Модифікації
Модельний ряд сфоровано в залежності від призначення:
- Комета-А — для пілотованої авіації
- Комета-Б — для наземного транспорту
- Комета-Н — для наземних стаціонарних об'єктів
- Комета-М — для БПЛА
- Комета-М-ВТ — для БПЛА[32]
- Комета-Микро
- Комета-ПБ
- Комета-ПБ2
- Комета-ПС
- Комета-L1/L3/L5

## Використання
З 2019, використовується для потреб російської енергетичної компанії ПАО «РосСетиВолга».

### Російсько-українська війна
У травні 2020, у щоденному зведенні прес-центру Операція об'єднаних сил було оприлюднено інформацію про збиття російського БПЛА Тахіон виробництва ОАО «Ижмаш» зі встановленою МААР «Комета-М», яка мала заводське маркування «ВНИИР / Прогресс / Зав. № 2005013 / ВУЦА.468166.18 / Дата. изг. 05.2020 / Сделано в России». Новину про цей випадок також переопубліковували російські воєнні блогери.
З 2022, російські війська використовують МААР серії «Комета» встановлені на ударні (Shahed-136, Герань-2), розвідувальні дрони (Орлан-10, Орлан-30, Грифон-41) для нанесення ударів по території України в зоні активних радіоперешкод від власних та українських засобів РЕБ.
У 2023, про масове використання МААР «Комета-М» повідомляли військові Збройних сил України та криміналісти, які вивчали рештки БПЛА, крилаті ракет, керованих авіаційних бомб (ФАБ-3000) та модулів керування для плануючих бомб (УМПБ, УМПК) після російських масованих атак.
Українські військові неодноразово повторно використовували трофейні МААР «Комета-М» зі збитих російських БПЛА для власних розвідувальних і ударних БПЛА для застосування на території РФ.
12 березня 2024, у залишках хвостової частини балістичної ракети 9М723, запущеної з російського ОТРК Іскандер для нанесення удару по території України, було знайдено залишки модернізованої МААР подібної до МААР серії «Комета».